# Ricard Cabot i Duran
Ricard Cabot i Duran (Barcelona, 6 de novembre de 1949) és un jugador d'hoquei sobre herba barceloní, guanyador d'una medalla olímpica. És fill del també jugador d'hoquei Ricard Cabot i Boix, que participà en els Jocs Olímpics d'estiu de 1948, i germà del també medallista Xavier Cabot.
Membre del Reial Club de Polo de Barcelona va participar, als 26 anys, en els Jocs Olímpics d'Estiu de 1976 realitzats a Mont-real (Canadà), on aconseguí guanyar un diploma olímpic en finalitzar sisè en la competició masculina d'hoquei sobre herba. En els Jocs Olímpics d'Estiu de 1980 realitzats a Moscou (Unió Soviètica) aconseguí guanyar la medalla de plata amb la selecció espanyola i en els Jocs Olímpics d'Estiu de 1984 realitzats a Los Angeles (Estats Units) aconseguí guanyar un nou diploma olímpic en finalitzar vuitè.